# Nitzer Ebb

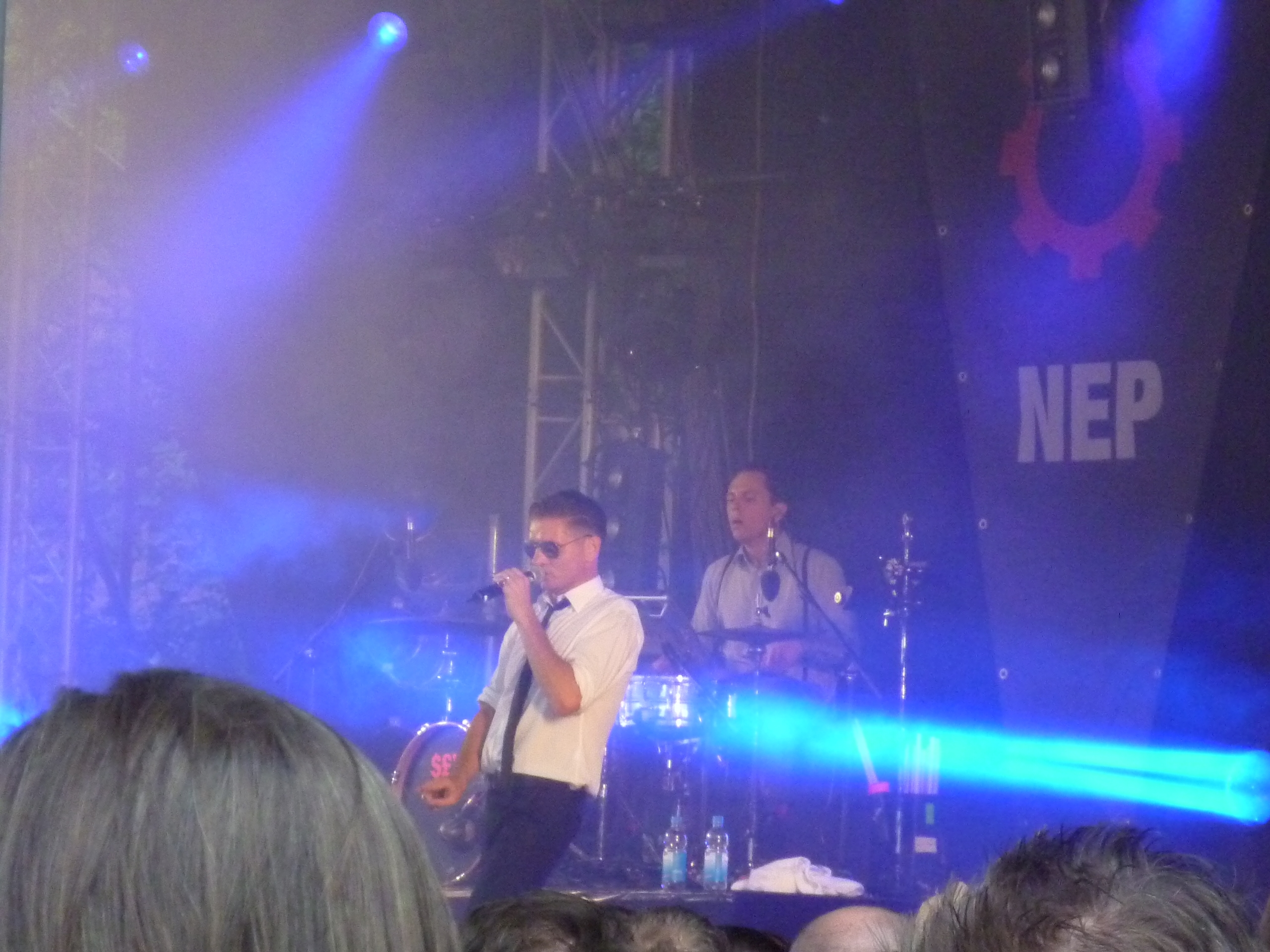
Nitzer Ebb live op het Amphi Festival 2011 in Keulen

Nitzer Ebb is een van de belangrijkste bands uit de eerste golf electronic body music (EBM). Samen met Front 242 was Nitzer Ebb bepalend voor het geluid en imago van latere EBM-bands. De muziek van Nitzer Ebb kenmerkte zich door een vergaand minimalisme, in contrast met Front 242, die juist opvielen door een rijke en complexe orkestratie. Vaak bestonden de nummers uit niet meer dan een beat en een bass-sequence waar zanger Douglas McCarthy zijn teksten overheen schreeuwde/zong. In dit opzicht leken ze veel op een hardere en agressievere versie van Deutsch Amerikanische Freundschaft.

## Ontstaan
Nitzer Ebb werd opgericht in 1982 toen zanger Douglas McCarthy en producer/muzikant Bon Harris samen met drummer David Gooday muziek gingen maken, beïnvloed door bands als Deutsch Amerikanische Freundschaft, Einstürzende Neubauten, Cabaret Voltaire en Killing Joke. Ze begonnen te experimenteren met synthesizers en drumcomputers. Na hun eerste democassette Basic Pain Procedure (augustus 1983) brachten ze in eigen beheer vier singles uit, waarna de band de aandacht trokken van het Britse new wave-label Mute Records.

## That Total Age
In 1987 bracht Nitzer Ebb hun debuutalbum That Total Age uit. Destijds was het album zeer opzienbarend omdat er nog nooit een elektronisch dancealbum was verschenen dat zo agressief en energiek was. De van dit album afkomstige singles Murderous en Let Your Body Learn werden  grote dansvloerhits. De band werd in de eerste jaren na dit album ook opgepikt door de destijds beginnende house- en new beat-stromingen. Na het verschijnen van dit album deed Nitzer Ebb een tour in het voorprogramma van Depeche Mode, wat ze nog meer bekendheid bracht.

## Latere jaren
Na That Total Age ging de band werken aan het tweede album Belief (1989) wat de lijn van het eerste album doortrok met een wat rijke orkestratie. Met een nummer als "Control I'm Here" werden de dansvloeren beziggehouden. Deze trend zette zich voort in het derde album Showtime (1990) en het vierde Ebbhead (1991), die steeds rijker van orkestratie werden. Na deze albums werd de afstand in muzikaal opzicht tussen McCarthy en Harris steeds groter. Op het vijfde album Big Hit had Nitzer Ebb hun muziekstijl dramatisch veranderd, wat ze flink wat respect heeft gekost van hun fanschare. Het album en de singles daarvan flopten, en na een tournee in de VS in 1995 ging de band uit elkaar.

## Een nieuw begin
Douglas McCarthy deed na de split wat gastbijdrages bij andere bands, onder andere bij het Recoil project van ex-Depeche Mode lid Alan Wilder. In 2004 begon hij een samenwerking met de Franse TBM-producer Terence Fixmer. Deze was een enorm fan van Nitzer Ebb en was in zijn sound sterk beïnvloed door ze. Samen maakten ze het album "Between the devil" onder de naam Fixmer/McCarthy, en deden samen een tour waarin ze live ook veel oud Nitzer Ebb werk deden.
Hoewel hier verder niets over bekend is, ging het gerucht dat McCarthy door deze tour en het succes hiervan het idee kreeg om Nitzer Ebb weer opnieuw op te richten. Hij belde Bon Harris op, en die was ook te vinden voor de plannen. Na de release van het overzichtswerk Body of Work kwam Nitzer Ebb in 2006 weer samen en deed een succesvolle reünietournee. De band werkte gedurende lange tijd aan een nieuw album. In 2010 kwam het langverwachte album Industrial Complex uit. Het album grijpt in grote lijnen terug naar het geluid op het eerste officiële album, That Total Age, dat doorgaans nog altijd als hun beste album wordt beschouwd.

## Discografie
- 1983, Basic Pain Procedure (democassette)
- 1987, That Total Age
- 1988, So Bright, So Strong (compilatie van de eerste singles)
- 1989, Belief
- 1990, Showtime
- 1991, Ebbhead
- 1995, Big Hit
- 2006, Body of Work (Verzameld werk en diverse remixen)
- 2010, Industrial Complex